# Uitoto
Les Uitoto (ou Huitoto, Witoto) sont un peuple indigène d'Amérique latine (on ne les trouve pas à l’Est du bouchon du Darién) ou plutôt d'Amérique du Sud (Sud-Est de la Colombie et Nord du Pérou). Ils vivent sur les rives du río Orteguaza, du Caquetá, du río Putumayo, du río Cara Paraná et du río Igara Paraná,.

## Histoire
Au début du XXe siècle, on estime que la population des Uitoto était d'environ 50 000 individus séparés dans plus d'une centaine de sous-groupes. L'épisode de la fièvre du caoutchouc en Amazonie a conduit à un effondrement de la population Uitoto. Du fait des violences, des maladies, du travail forcé et des migrations, la population a chuté entre 7 000 et 8 000 individus. Aujourd'hui, leur population est inférieure à 9 000 individus.

### Fait divers
En mai 2023, quatre enfants Uitotos âgés de 1 à 13 ans, rescapés du crash d'un avion, ont survécu seuls dans la jungle colombienne durant quarante jours.

## Mode de subsistance

### Agriculture
Les Uitoto pratiquent l'agriculture. La principale plante cultivée est le manioc doux et amer, mais d'autres plantes le sont aussi : la banane plantain, la banane, la papaye, la patate douce, le palmier, l'arachide, etc. Les hommes défrichent et préparent les jardins. Les femmes sont responsables de la production.[réf. nécessaire] Cependant la culture du tabac et de la coca est l’apanage des hommes.

### Chasse
La chasse est pratiquée par les hommes, maintenant[Quand ?] équipés de carabines. Ils continuent toutefois d'utiliser la sarbacane pour la chasse au petit gibier.[réf. nécessaire]

## Langues
Ils parlent le uitoto, ou plutôt un ensemble de quatre dialectes mutuellement intelligibles.

## Dans la littérature
Le destin d'une tribu uitoto en proie à l'exploitation et à la violence de la fièvre du caoutchouc est au cœur d'un chapitre du roman Le Bois qui pleure de Vicki Baum (1956).